# Szpital Grudziądz
Regionalny Szpital Specjalistyczny im. dr. Władysława Biegańskiego w Grudziądzu – szpital w Grudziądzu.
Patronem szpitala jest Władysław Biegański.
Szpital posiada własne lądowisko: Lądowisko Grudziądz-Szpital im. dr. Władysława Biegańskiego.

## Oddziały
- Anestezjologii i Intensywnej Terapii
- Anestezjologii i Intensywnej Terapii dla Dzieci
- Centrum Zdrowia Psychicznego dla Dzieci i Młodzieży
- Centrum Zdrowia Psychicznego dla Dorosłych
- Chirurgii Ogólnej i Bariatrycznej, pododdział Chirurgii Onkoligicznej
- Chirurgii, Traumatologii i Urologii Dziecięcej
- Chirurgii Naczyń
- Chorób Wewnętrznych
- Dializ
- Pediatrii I i Kardiologii Dziecięcej
- Pediatrii II z Neurologią i Endokrynologią dla Dzieci
- pododdział Endokrynologiczny
- Gastroenterologiczny
- Kardiochirurgiczny
- Kardioanestezjologicznej
- Kardiologii, Kardiologii Inwazyjnej i Elektrofizjologii z Pododdziałem Intensywnego Nadzoru Kardiologicznego
- Medycyny Paliatywnej
- Nefrologiczny
- Neonatologiczny z pododdziałem Patologii i Intensywnej Terapii Noworodka
- Neurochirurgiczny
- Neurologiczny i Neuroimmunologii Klinicznej, Oddział Udarowy
- Okulistyczny
- Onkologii Klinicznej
- Otolaryngologiczny
- Położniczo-Ginekologiczny
- Psychiatryczny I
- Psychiatryczny II
- Psychiatrii Dzieci i Młodzieży
- Psychiatryczny Dzienny
- Pulmonologiczny
- Rehabilitacji Ogólnoustrojowej, Neurologicznej i Kardiologicznej
- Poddodział Reumatologii
- Urazowo – Ortopedyczny
- Urologii Ogólnej i Onkologicznej
- Zakład Pielęgnacyjno – Opiekuńczy w Grudziądzu